# Посондза
Посондза (пол. Posądza) — село в Польщі, у гміні Конюша Прошовицького повіту Малопольського воєводства.
Населення — 491 особа (2011).
У 1975—1998 роках село належало до Краківського воєводства.

## Демографія
Демографічна структура станом на 31 березня 2011 року:
|          | Загалом | Допрацездатний вік | Працездатний вік | Постпрацездатний вік |
| -------- | ------- | ------------------ | ---------------- | -------------------- |
| Чоловіки | 229     | 52                 | 152              | 25                   |
| Жінки    | 262     | 39                 | 164              | 59                   |
| Разом    | 491     | 91                 | 316              | 84                   |